# 동양철관
동양철관 주식회사는 KBI그룹 계열의 대한민국의 강관 기업이다.

## 역사
- 1973년 박정희 전대통령 조카 박재홍이 설립하여 1977년 3월 5일에 상장하였다.
- 1990년 경영난을 겪다가 2001년 KBI그룹 주축인 동국실업에 인수되었다[2]
- 2025년 3월 18일 동양철관 주식 거래 체결 관련 장애가 발생하여 한국거래소 주식거래가 멈추는 사고가 발생하였다.[3]

## 과징금
1997년 공정거래위원회는 동양철관을 포함한 5개 업체가 가격담합을 했다는 이유로 시정명령과 함께 동양철관에 1천5백만원 과징금을 부과했으며 한국수자원공사와 조달청에 이들 5개사에 대해 입찰참가 자격을 제한하도록 요청했다.
2017년 공정거래위원회로부터 한국가스공사 발주 강관 구매 입찰 부당한 공동행위를 사유로 214억 규모 과징금을 부과받았다